# Mistrzostwa Rumunii w rugby union (2002/2003)
Divizia Națională 2002/2003 – osiemdziesiąte siódme mistrzostwa Rumunii w rugby union. Zawody odbywały się w dniach 24 sierpnia 2002 – 1 czerwca 2003 roku, a tytułu broniła drużyna Dinamo Bukareszt.
W półfinałach lepsze okazały się stołeczne zespoły, w decydującym pojedynku trzyletnią hegemonię Dinamo przełamała Steaua, a finałowy pojedynek prowadzony przez francuskiego arbitra obaj trenerzy z uwagi na decyzje dyscyplinarne oglądali z trybun. Brąz zdobyli zawodnicy z Konstancy, a na początku lipca w atmosferze skandalu krajowa federacja zdecydowała o relegacji ich przeciwników z Baia Mare po odkryciu, że w tym spotkaniu dwóch graczy znajdowało się pod wpływem niedozwolonego dopingu. Decyzja została potwierdzona na początku sierpnia, gdy liczba zawodników, u których wykryto norandrosteron zwiększyła się do dziewiętnastu. Dodatkowo zespół z Baia Mare został retrospektywnie skreślony z listy uczestników sezonu 2002/2003, wiceprezes klubu otrzymał zawieszenie dożywotnie, a trener i wszyscy pozytywnie przetestowani rugbyści dwuletnie.
Mecze o medale zostały zaplanowane do rozegrania w jednym dniu na Stadionul Național Lia Manoliu, bilety kosztowały 10 000 lei z darmową wejściówką dla uczniów, dodatkowo sam finał był transmitowany na żywo przez stację B1 TV.
Najwięcej punktów w sezonie zdobył Serban Guranescu, zaś przyłożeń Ionut Borz.
Dzień po zakończeniu sezonu zasadniczego pięć klubów otrzymało jeden karny punkt z uwagi na brak zespołów w krajowych rozgrywkach juniorskich. Również jednym ujemnym punktem zgodnie z nowymi regulacjami ukarano za zebranie trzech czerwonych kartek drużynę z Klużu i ostatecznie, po kilku miesiącach odwoływań, Dinamo.

## System rozgrywek
Na początku marca 2002 roku zaplanowane zostały rozmowy pomiędzy klubami a Federațiă Română de Rugby w sprawie restrukturyzacji istniejącego od sezonu 1998/1999 systemu rozgrywek, w szczególności jeśli chodzi o zmniejszenie liczby uczestniczących zespołów.
W czerwcu 2002 roku ogłoszono nowy schemat rozgrywek w okrojonej z szesnastu do dziesięciu drużyn obsadzie. Rozgrywki ligowe prowadzone były w pierwszej fazie systemem kołowym według modelu dwurundowego w okresie jesień-wiosna. Czołowa czwórka ligowej tabeli awansowała do dwurundowej fazy play-off walcząc o mistrzostwo kraju, dwie najsłabsze drużyny zostały zaś relegowane. Rozkład gier opublikowano na początku lipca 2002 roku, a mecze o medale miały się odbyć na neutralnym stadionie.
Regulamin rozgrywek przewidywał, iż w przypadku remisu w fazie pucharowej organizowana byłaby dogrywka składająca się z dwóch dziesięciominutowych części, a w razie braku rozstrzygnięcia o końcowym zwycięstwie decydowałby konkurs karnych kopów. Wprowadzono także sankcje za nieprzystąpienie do meczu – pierwsze karane byłoby grzywną w wysokości 1000 euro, drugie zaś odsunięciem od rozgrywek na okres dwóch lat.

## Drużyny
| Klub                         | Miasto      |
| ---------------------------- | ----------- |
| CSM Universitatea Baia Mare  | Baia Mare   |
| RC Bârlad                    | Bârlad      |
| Dinamo Bukareszt             | Bukareszt   |
| Steaua Bukareszt             | Bukareszt   |
| CS Poli Agro Iași            | Jassy       |
| CS Universitatea Cluj-Napoca | Kluż-Napoka |
| RCJ Farul Constanța          | Konstanca   |
| Callatis Mangalia            | Mangalia    |
| CS Știință Petroșani         | Petroszany  |
| CSM Bucovina Suceava         | Suczawa     |

## Faza grupowa
| Gospodarz                          | Wynik                              | Gość                               |                                 | Gospodarz                       | Wynik                           | Gość |
| Kolejka I – 24 sierpnia 2002       | Kolejka I – 24 sierpnia 2002       | Kolejka I – 24 sierpnia 2002       | Kolejka X – 5 kwietnia 2003     | Kolejka X – 5 kwietnia 2003     | Kolejka X – 5 kwietnia 2003     |      |
| ---------------------------------- | ---------------------------------- | ---------------------------------- | ------------------------------- | ------------------------------- | ------------------------------- | ---- |
| CSM Bucovina Suceava               | 12:23                              | Dinamo Bukareszt                   | Dinamo Bukareszt                | 55:5                            | CSM Bucovina Suceava            |      |
| Știință Gerom Petroșani            | 24:15                              | Steaua Bukareszt                   | Steaua Bukareszt                | 79:10                           | Știință Gerom Petroșani         |      |
| CS Poli Agro Iași                  | 5:34                               | REMIN Baia Mare                    | REMIN Baia Mare                 | 96:6                            | CS Poli Agro Iași               |      |
| Callatis Mangalia                  | 12:23                              | CS Universitatea Cluj-Napoca       | CS Universitatea Cluj-Napoca    | 71:6                            | Callatis Mangalia               |      |
| RCJ Farul Constanța                | 51:12                              | Rulmentul Bârlad                   | Rulmentul Bârlad                | 9:20                            | RCJ Farul Constanța             |      |
| Kolejka II – 31 sierpnia 2002      | Kolejka II – 31 sierpnia 2002      | Kolejka II – 31 sierpnia 2002      | Kolejka XI – 12 kwietnia 2003   | Kolejka XI – 12 kwietnia 2003   | Kolejka XI – 12 kwietnia 2003   |      |
| Dinamo Bukareszt                   | 67:24                              | Știință Gerom Petroșani            | Știință Gerom Petroșani         | 12:19                           | Dinamo Bukareszt                |      |
| Steaua Bukareszt                   | 105:3                              | CS Poli Agro Iași                  | CS Poli Agro Iași               | 0:59                            | Steaua Bukareszt                |      |
| REMIN Baia Mare                    | 82:10                              | Callatis Mangalia                  | Callatis Mangalia               | 11:26                           | REMIN Baia Mare                 |      |
| CS Universitatea Cluj-Napoca       | 29:13                              | RCJ Farul Constanța                | RCJ Farul Constanța             | 49:23                           | CS Universitatea Cluj-Napoca    |      |
| CSM Bucovina Suceava               | 20:0                               | Rulmentul Bârlad                   | Rulmentul Bârlad                | 35:5                            | CSM Bucovina Suceava            |      |
| Kolejka III – 14 września 2002     | Kolejka III – 14 września 2002     | Kolejka III – 14 września 2002     | Kolejka XII – 19 kwietnia 2003  | Kolejka XII – 19 kwietnia 2003  | Kolejka XII – 19 kwietnia 2003  |      |
| CS Poli Agro Iași                  | 24:36                              | Dinamo Bukareszt                   | Dinamo Bukareszt                | 104:0                           | CS Poli Agro Iași               |      |
| Callatis Mangalia                  | 5:24                               | Steaua Bukareszt                   | REMIN Baia Mare                 | 17:18                           | RCJ Farul Constanța             |      |
| RCJ Farul Constanța                | 28:15                              | REMIN Baia Mare                    | CS Universitatea Cluj-Napoca    | 45:21                           | Rulmentul Bârlad                |      |
| Rulmentul Bârlad                   | 24:27                              | CS Universitatea Cluj-Napoca       | CSM Bucovina Suceava            | 20:17                           | Știință Gerom Petroșani         |      |
| Știință Gerom Petroșani            | 86:3                               | CSM Bucovina Suceava               | Steaua Bukareszt                | 96:3                            | Callatis Mangalia               |      |
| Kolejka IV – 21 września 2002      | Kolejka IV – 21 września 2002      | Kolejka IV – 21 września 2002      | Kolejka XIII – 24 kwietnia 2003 | Kolejka XIII – 24 kwietnia 2003 | Kolejka XIII – 24 kwietnia 2003 |      |
| Dinamo Bukareszt                   | 112:12                             | Callatis Mangalia                  | Callatis Mangalia               | 6:81                            | Dinamo Bukareszt                |      |
| Steaua Bukareszt                   | 12:3                               | RCJ Farul Constanța                | RCJ Farul Constanța             | 6:11                            | Steaua Bukareszt                |      |
| REMIN Baia Mare                    | 39:10                              | Rulmentul Bârlad                   | Rulmentul Bârlad                | 28:33                           | REMIN Baia Mare                 |      |
| CSM Bucovina Suceava               | 9:9                                | CS Universitatea Cluj-Napoca       | CS Universitatea Cluj-Napoca    | 50:6                            | CSM Bucovina Suceava            |      |
| Știință Gerom Petroșani            | 67:9                               | CS Poli Agro Iași                  | CS Poli Agro Iași               | 23:22                           | Știință Gerom Petroșani         |      |
| Kolejka V – 12 października 2002   | Kolejka V – 12 października 2002   | Kolejka V – 12 października 2002   | Kolejka XIV – 30 kwietnia 2003  | Kolejka XIV – 30 kwietnia 2003  | Kolejka XIV – 30 kwietnia 2003  |      |
| Rulmentul Bârlad                   | 3:21                               | Steaua Bukareszt                   | Dinamo Bukareszt                | 41:16                           | RCJ Farul Constanța             |      |
| CS Universitatea Cluj-Napoca       | 18:14                              | REMIN Baia Mare                    | REMIN Baia Mare                 | 9:3                             | CS Universitatea Cluj-Napoca    |      |
| Callatis Mangalia                  | 15:38                              | Știință Gerom Petroșani            | Știință Gerom Petroșani         | 81:3                            | Callatis Mangalia               |      |
| CS Poli Agro Iași                  | 19:10                              | CSM Bucovina Suceava               | CSM Bucovina Suceava            | 38:23                           | CS Poli Agro Iași               |      |
| RCJ Farul Constanța                | 23:17                              | Dinamo Bukareszt                   | Steaua Bukareszt                | 71:11                           | Rulmentul Bârlad                |      |
| Kolejka VI – 19 października 2002  | Kolejka VI – 19 października 2002  | Kolejka VI – 19 października 2002  | Kolejka XV – 3 maja 2003        | Kolejka XV – 3 maja 2003        | Kolejka XV – 3 maja 2003        |      |
| Steaua Bukareszt                   | 34:21                              | CS Universitatea Cluj-Napoca       | Rulmentul Bârlad                | 16:44                           | Dinamo Bukareszt                |      |
| CSM Bucovina Suceava               | 28:23                              | REMIN Baia Mare                    | CS Universitatea Cluj-Napoca    | 13:29                           | Steaua Bukareszt                |      |
| Știință Gerom Petroșani            | 19:3                               | RCJ Farul Constanța                | REMIN Baia Mare                 | 50:20                           | CSM Bucovina Suceava            |      |
| CS Poli Agro Iași                  | 13:12                              | Callatis Mangalia                  | RCJ Farul Constanța             | 52:19                           | Știință Gerom Petroșani         |      |
| Dinamo Bukareszt                   | 46:6                               | Rulmentul Bârlad                   | Callatis Mangalia               | 21:16                           | CS Poli Agro Iași               |      |
| Kolejka VII – 26 października 2002 | Kolejka VII – 26 października 2002 | Kolejka VII – 26 października 2002 | Kolejka XVI – 10 maja 2003      | Kolejka XVI – 10 maja 2003      | Kolejka XVI – 10 maja 2003      |      |
| CS Universitatea Cluj-Napoca       | 17:16                              | Dinamo Bukareszt                   | Dinamo Bukareszt                | 76:3                            | CS Universitatea Cluj-Napoca    |      |
| REMIN Baia Mare                    | 18:13                              | Steaua Bukareszt                   | Steaua Bukareszt                | 61:3                            | REMIN Baia Mare                 |      |
| Rulmentul Bârlad                   | 26:5                               | Știință Gerom Petroșani            | Știință Gerom Petroșani         | 55:5                            | Rulmentul Bârlad                |      |
| RCJ Farul Constanța                | 70:9                               | CS Poli Agro Iași                  | CS Poli Agro Iași               | 14:28                           | RCJ Farul Constanța             |      |
| Callatis Mangalia                  | 19:13                              | CSM Bucovina Suceava               | CSM Bucovina Suceava            | 41:29                           | Callatis Mangalia               |      |
| Kolejka VIII – 16 listopada 2002   | Kolejka VIII – 16 listopada 2002   | Kolejka VIII – 16 listopada 2002   | Kolejka XVII – 14 maja 2003     | Kolejka XVII – 14 maja 2003     | Kolejka XVII – 14 maja 2003     |      |
| Callatis Mangalia                  | 5:66                               | RCJ Farul Constanța                | REMIN Baia Mare                 | 28:14                           | Dinamo Bukareszt                |      |
| Știință Gerom Petroșani            | 20:13                              | CS Universitatea Cluj-Napoca       | Steaua Bukareszt                | 116:8                           | CSM Bucovina Suceava            |      |
| Dinamo Bukareszt                   | 23:14                              | REMIN Baia Mare                    | CS Universitatea Cluj-Napoca    | 40:21                           | Știință Gerom Petroșani         |      |
| CS Poli Agro Iași                  | 24:17                              | Rulmentul Bârlad                   | Rulmentul Bârlad                | 30:3                            | CS Poli Agro Iași               |      |
| CSM Bucovina Suceava               | 34:11                              | Steaua Bukareszt                   | RCJ Farul Constanța             | 59:6                            | Callatis Mangalia               |      |
| Kolejka IX – 23 listopada 2002     | Kolejka IX – 23 listopada 2002     | Kolejka IX – 23 listopada 2002     | Kolejka XVIII – 17 maja 2003    | Kolejka XVIII – 17 maja 2003    | Kolejka XVIII – 17 maja 2003    |      |
| Steaua Bukareszt                   | 25:17                              | Dinamo Bukareszt                   | Dinamo Bukareszt                | 3:23                            | Steaua Bukareszt                |      |
| REMIN Baia Mare                    | 34:13                              | Știință Gerom Petroșani            | Știință Gerom Petroșani         | 17:18                           | REMIN Baia Mare                 |      |
| CS Universitatea Cluj-Napoca       | 52:15                              | CS Poli Agro Iași                  | CS Poli Agro Iași               | 22:7                            | CS Universitatea Cluj-Napoca    |      |
| Rulmentul Bârlad                   | 37:5                               | Callatis Mangalia                  | Callatis Mangalia               | 13:27                           | Rulmentul Bârlad                |      |
| RCJ Farul Constanța                | 61:10                              | CSM Bucovina Suceava               | CSM Bucovina Suceava            | 12:42                           | RCJ Farul Constanța             |      |

## Faza pucharowa
|  |                     |                     |                  |                   |    |                  |                  |       |
|  | Półfinały           | Półfinały           | Półfinały        |                   |    | Finał            | Finał            | Finał |
|  | Półfinały           | Półfinały           | Półfinały        |                   |    | Finał            | Finał            | Finał |
|  | 24 maja 2003        |                     |                  |                   |    |                  |                  |       |
|  |                     |                     |                  |                   |    |                  |                  |       |
|  | Steaua Bukareszt    | Steaua Bukareszt    | 19               |                   |    |                  |                  |       |
|  | Steaua Bukareszt    | Steaua Bukareszt    | 19               | 1 czerwca 2003    |    |                  |                  |       |
|  | REMIN Baia Mare     | REMIN Baia Mare     | 6                |                   |    |                  |                  |       |
|  | REMIN Baia Mare     | REMIN Baia Mare     | 6                |                   |    | Steaua Bukareszt | Steaua Bukareszt | 38    |
|  | 24 maja 2003        |                     |                  |                   |    | Steaua Bukareszt | Steaua Bukareszt | 38    |
|  |                     |                     | Dinamo Bukareszt | Dinamo Bukareszt  | 19 |                  |                  |       |
|  | RCJ Farul Constanța | RCJ Farul Constanța | Dinamo Bukareszt | Dinamo Bukareszt  | 19 | 8                |                  |       |
|  | RCJ Farul Constanța | RCJ Farul Constanța |                  |                   |    |                  |                  |       |
|  | Dinamo Bukareszt    | Dinamo Bukareszt    | 11               |                   |    |                  |                  |       |
|  | Dinamo Bukareszt    | Dinamo Bukareszt    | 11               | Mecz o 3. miejsce |    |                  |                  |       |
|  |                     |                     |                  |                   |    |                  |                  |       |
|  | 1 czerwca 2003      |                     |                  |                   |    |                  |                  |       |
|  |                     |                     |                  |                   |    |                  |                  |       |
|  | RCJ Farul Constanța | RCJ Farul Constanța | 41               |                   |    |                  |                  |       |
|  | RCJ Farul Constanța | RCJ Farul Constanța | 41               |                   |    |                  |                  |       |
|  | REMIN Baia Mare     | REMIN Baia Mare     | 3                |                   |    |                  |                  |       |
|  | REMIN Baia Mare     | REMIN Baia Mare     | 3                |                   |    |                  |                  |       |

| 24 maja 200310:00 | Steaua Bukareszt | 19:6 | REMIN Baia Mare | Ghencea, Bukareszt Sędzia: Mircea Paraschivescu |
| 24 maja 200310:00 |                  | 19:6 |                 | Ghencea, Bukareszt Sędzia: Mircea Paraschivescu |

| 24 maja 200310:00 | RCJ Farul Constanța | 8:11 | Dinamo Bukareszt | Stadionul Farul, Konstanca Sędzia: Jean-Christophe Gastou |
| 24 maja 200310:00 |                     | 8:11 |                  | Stadionul Farul, Konstanca Sędzia: Jean-Christophe Gastou |

| 1 czerwca 200318:00 | Steaua Bukareszt | 38:19 | Dinamo Bukareszt | Stadionul Național Lia Manoliu, Bukareszt Sędzia: Daniel Gillet |
| 1 czerwca 200318:00 |                  | 38:19 |                  | Stadionul Național Lia Manoliu, Bukareszt Sędzia: Daniel Gillet |

| 1 czerwca 200316:00 | RCJ Farul Constanța | 41:3 | REMIN Baia Mare | Stadionul Național Lia Manoliu, Bukareszt Sędzia: Mircea Paraschivescu |
| 1 czerwca 200316:00 |                     | 41:3 |                 | Stadionul Național Lia Manoliu, Bukareszt Sędzia: Mircea Paraschivescu |